# Млетачка тврђава у Пули
Млетачка тврђава у Пули изграђена је на најзначајнијем стратешком месту пулскога залива, на брежуљку на којем су претходно Хистри лоцирали своју градину, Римљани каструм, а феудална господа средњовековни каштел.
Тврђаву је пројектирао и водио изградњу за Млетачку републику, француски војни инжењер Антоан де Виј између 1631. и 1633. године.
Била је део одбрамбеног система Пуле у XVII веку, који је још укључивао тврђаву на острву Св. Андрије те два одбрамбена појаса (насипа): први приближно по траси данашње улице Кастропола, а други по периметру античких и средњовјековних зидина које су биле реконструисане и насипане ради прилагођавања тадашњој ратној тактици одбране и моћи наоружања.